# Gilles Bilodeau
Pour les articles homonymes, voir Bilodeau.
Gilles Bilodeau (né le 31 juillet 1955 à Saint-Prime, Québec, au Canada - mort le 12 août 2008 à Birmingham, Alabama, aux États-Unis) est un joueur professionnel canadien de hockey sur glace,,.

## Carrière de joueur
Bilodeau joue une saison dans la Ligue de hockey junior majeur du Québec avec les Éperviers de Sorel. Durant cette saison, il devient le deuxième joueur le plus puni de la ligue derrière son coéquipier Roger Séguin.
Il n'est pas sélectionné au repêchage amateur de la LNH de 1975. Par contre, il est choisi lors du repêchage amateur de l'AMH par les Toros de Toronto au 121e rang, en 9e ronde.
Bilodeau commence sa carrière professionnelle avec les Jaros de la Beauce de la North American Hockey League. Il devient le joueur le plus puni de la ligue avec 451 minutes de pénalités en seulement 58 matchs. Il connait la saison la plus productive de sa carrière avec une récolte de 8 buts, 17 passes pour 25 points. Durant son passage avec la Beauce, il est impliqué, à Syracuse, dans une bataille avec des spectateurs pendant qu'il est assis dans les estrades. Il fait de la prison pour cet évènement. Durant la même saison, il brise le cou du gardien de but des Blazers avec un coup de bâton par le derrière du filet. En mars 1976, il signe un contrat avec les Toros de Toronto et dispute avec eux les 14 dernières parties de la saison 1975-1976 de l'AMH.
L'année suivante, il joue avec les Bulls de Birmingham, qui est maintenant sa nouvelle équipe après le transfert des Toros de Toronto en Alabama. Il connait une saison de 133 minutes de pénalités. Durant l'année, il joue aussi dans la Southern Hockey League avec les Checkers de Charlotte. Il est, de nouveau, le joueur le plus puni de la ligue avec 242 minutes de pénalités.
Lors de la saison 1977-1978, il retourne avec Birmingham dans l'AMH. Il reçoit une amende de 1 100 $ dollars américains le 29 novembre 1976 en lien à la mêlée générale du 28 novembre entre les Bulls et les Jets de Winnipeg. Bilodeau a quitté le banc des pénalités pour s'impliquer dans plusieurs batailles.
Il commence la saison suivante dans la Ligue américaine de hockey avec les Dusters de Binghamton. Il joue la moitié de la saison avec cette équipe et  écope de 114 minutes de pénalité. Après avoir signé avec les Nordiques de Québec, il revient dans l'AMH. Il joue dans 36 parties et purge 141 minutes de pénalités. Il retrouve son coéquipier du temps des Jaros, Wally Weir. Il joue son premier match avec les Nordiques le 5 novembre 1978 contre les Oilers d'Edmonton à Québec.
Après une dernière saison dans l'Association mondiale de hockey, les Nordiques accèdent à la LNH en 1979. Les droits de Gilles Bilodeau sont retenus par les Nordiques. Il signe, avec eux, un contrat de 3 ans. Bilodeau est de l'alignement partant lors du premier match des Nordiques, le 10 octobre 1979 contre les Flames d'Atlanta. Il vit alors un moment historique en étant sur la glace lors de la mise en jeu initiale. Dans sa première saison dans la LNH, il joue dans 9 parties et a 25 minutes de pénalités. Il est également envoyé, à de nombreuses reprises, dans le club-école des Nordiques, les Firebirds de Syracuse. Il joue dans 61 parties et est puni pour 131 minutes. Bilodeau n'est pas satisfait de l'utilisation qu'on fait de lui les dirigeants de l'équipe québécoise et le fait savoir avec l'aide des médias. La direction des Nordiques réagit et déclare publiquement que le club a fait une erreur en l'embauchant. Il n'est plus de retour dans la LNH après cette saison.
L'année suivante, il joue dans l'Eastern Hockey League avec les Riffles de Richmond ne disputant que 39 parties mais cumulant un total impressionnant de 207 minutes de pénalités. Il est le deuxième plus puni de son équipe.
À la fin de 1981, Gilles Bilodeau réclame 40 000 $ aux Nordiques de Québec en contrat non-respecté. N'ayant joué que deux saisons avec les Nordiques et ayant signé un contrat de 3 ans, il réclame son dû. Les Nordiques ont tout tenté pour mettre fin au contrat.
Il fait un dernier tour de piste durant la saison 1983-1984 dans la Atlantic Coast Hockey League avec les Bulls de Birmingham, ne jouant que deux matchs, l'équipe étant suspendu pour le reste de la saison.

## Statistiques
| Saison     | Équipe                | Ligue      |     | Saison régulière | Saison régulière | Saison régulière | Saison régulière | Saison régulière |   | Séries éliminatoires | Séries éliminatoires | Séries éliminatoires | Séries éliminatoires | Séries éliminatoires |
| Saison     | Équipe                | Ligue      | PJ  | B                | A                | Pts              | Pun              | PJ               | B | A                    | Pts                  | Pun                  |                      |                      |
| 1974-1975  | Éperviers de Sorel    | LHJMQ      | 66  | 6                | 9                | 15               | 377              | -                | - | -                    | -                    | -                    |                      |                      |
| 1975-1976  | Jaros de la Beauce    | NAHL       | 58  | 8                | 17               | 25               | 451              | 5                | 0 | 1                    | 1                    | 46                   |                      |                      |
| 1975-1976  | Toros de Toronto      | AMH        | 14  | 0                | 1                | 1                | 38               | -                | - | -                    | -                    | -                    |                      |                      |
| 1976-1977  | Checkers de Charlotte | SHL        | 28  | 3                | 6                | 9                | 242              | -                | - | -                    | -                    | -                    |                      |                      |
| 1976-1977  | Bulls de Birmingham   | AMH        | 34  | 2                | 6                | 8                | 133              | -                | - | -                    | -                    | -                    |                      |                      |
| 1977-1978  | Dusters de Binghamton | LAH        | 4   | 1                | 2                | 3                | 7                | -                | - | -                    | -                    | -                    |                      |                      |
| 1977-1978  | Bulls de Birmingham   | AMH        | 59  | 2                | 2                | 4                | 258              | 3                | 0 | 0                    | 0                    | 27                   |                      |                      |
| 1978-1979  | Dusters de Binghamton | LAH        | 30  | 2                | 1                | 3                | 114              | -                | - | -                    | -                    | -                    |                      |                      |
| 1978-1979  | Nordiques de Québec   | AMH        | 36  | 3                | 6                | 9                | 141              | 3                | 0 | 0                    | 0                    | 25                   |                      |                      |
| 1979-1980  | Firebirds de Syracuse | LAH        | 61  | 1                | 6                | 7                | 131              | 3                | 0 | 1                    | 1                    | 25                   |                      |                      |
| 1979-1980  | Nordiques de Québec   | LNH        | 9   | 0                | 1                | 1                | 25               | -                | - | -                    | -                    | -                    |                      |                      |
| 1980-1981  | Rifles de Richmond    | EHL        | 39  | 6                | 6                | 12               | 207              | 8                | 0 | 2                    | 2                    | 30                   |                      |                      |
| 1983-1984  | Bulls de Birmingham   | ACHL       | 2   | 1                | 2                | 3                | 16               | -                | - | -                    | -                    | -                    |                      |                      |
| Totaux AMH | Totaux AMH            | Totaux AMH | 143 | 7                | 15               | 22               | 570              | 6                | 0 | 0                    | 0                    | 52                   |                      |                      |
| Totaux LNH | Totaux LNH            | Totaux LNH | 9   | 0                | 1                | 1                | 25               | -                | - | -                    | -                    | -                    |                      |                      |

## Transactions en carrière
- 29 septembre 1978 : signe un contrat comme agent-libre avec les Nordiques de Québec.
- 9 juin 1979 : Droits retenus par les Nordiques de Québec au repêchage d'expansion.

## Vie personnelle
Il est le fils de Simon Bilodeau et de Thérèse Arnaud. Il était marié à Debbie Powell et il était le père de deux garçons : Brian né en 1981 et Brent en 1984.
Il demeure en Alabama durant 26 ans entre 1982 et 2008. Avant de s'installer en Alabama, il a vécu au Mississippi, à Jackson où il faisait l'entretien de véhicules routiers dans l'entreprise de son beau-père.
Il fit de la réfection domiciliaire à la fin de sa vie en Alabama.
Il a fait la couverture du programme du match des Jaros de Beauce contre les Blades d'Érié, le vendredi 21 novembre 1975.
Un trophée à son nom, récompensant le joueur le plus gentilhomme, a été créé dans la ligue de hockeydeck régional du Saguenay-Lac-Saint-jean en 2001.